# Glekia krebsiana
Glekia krebsiana là một loài thực vật có hoa trong họ Huyền sâm. Loài này được (Benth.) Hilliard mô tả khoa học đầu tiên năm 1988 publ. 1989.